# Las Golondrinas, delstaten Mexiko
Las Golondrinas är en ort i Mexiko, tillhörande kommunen Jiquipilco i den nordvästra delen av delstaten Mexiko. Orten hade 467 invånare vid folkräkningen 2010.